# Stammliste der Salier
Im Folgenden ist die Stammliste der Salier vom 8. bis zum 11. Jahrhundert dargestellt.

## Frühe Zeit: bis Konrad dem Roten
1. Werner I. (Warnharius), * um 760/765; † ermordet 814 in der Aachener Königspfalz, ⚭ Engiltrut – Vorfahren: siehe Sieghardinger und Widonen
  1. Walaho (Werner (II.), Graf im Wormsgau 815/837; ⚭ Oda, Tochter von Robert III., Graf im Wormsgau (Robertiner)
    1. Werner (III.); † 20. Januar nach 877, Graf im Lobdengau 858
      1. Walaho IV. (Werner IV.); † wohl vor 891, Graf im Wormsgau ⚭ Oda, Tochter von Rutpert III. (Robertiner) und der Wiltrud von Orléans
        1.  ? Wiltrud (903–933 bezeugt), ⚭ Eberhard († 902/903) (Konradiner)
          1. Konrad Kurzbold (* ca. 885–890; † vermutlich 30. Juni 948)

        2.  ? Werner V., * um 899; † um 935 oder nach 950, Graf im Nahegau, Speyergau und Wormsgau; ⚭ evtl. Hicha von Schwaben, (Tochter von Burchard II. (Burchardinger))
          1.  ? Konrad der Rote; † 955 auf dem Lechfeld Nachkommen siehe unten
          2. Tochter (ggf. Tochter von Werner IV ?); ⚭ Anselm I., Stammeltern der Pfalzgrafen von Tübingen

## Aufstieg zum Kaiserhaus: Konrad der Rote bis Kaiser Konrad II.
1. Konrad der Rote; † 10. August 955 in der Schlacht auf dem Lechfeld, Herzog in Lothringen; ⚭ Liutgard von Sachsen, *931 † 953, Tochter von Otto I. (Liudolfinger)
  1. Otto I. (Otto von Worms), * um 948; † 4. November 1004, Herzog von Kärnten ⚭ Judith von Kärnten † 991 (Luitpoldinger)
    1. Heinrich von Worms; † ca. Ende 990, Herzog von Kärnten; ⚭ Adelheid von Metz; † 1039/1046, (Matfriede)
      1. Konrad II., * um 990; † 4. Juni 1039 in Utrecht, deutscher König und Römisch-deutscher Kaiser; – Nachkommen siehe unten
⚭ Gisela von Schwaben, *989/990 †1043, Tochter Herzogs Hermann II. von Schwaben (Konradiner)
      2. Judith; † wohl 998, sicher aber vor dem 30. April 1034

    2. Bruno / Gregor V., * 972 Stainach im Ennstal(?) † 18. Februar 999 in Rom, Papst
    3. Konrad I. von Kärnten, * um 975 † 12/15. Dezember 1011, Herzog von Kärnten; ⚭ Mathilde von Schwaben, *988 †1031/1032, Tochter des Herzogs Hermann II. (Konradiner)
      1. Konrad II. der Jüngere, * wohl 1003; † 20. Juli 1039 Herzog von Kärnten; evtl. Vorfahr der Geschwister Konrad, Bruno und Liutgart von Beutelsbach, letztere die Stammmutter des Hauses Württemberg
      2. Bruno von Würzburg, * um 1005 † 27. Mai 1045 Persenbeug, Reichskanzler für Italien, Bischof von Würzburg
      3. Tochter, die den Grafen Gerhard IV. von Metz († 1044/45) heiratete
      4. Wolfram, * 1007; † 1010 Stauf[1]

    4. Wilhelm; † 7. November 1047, Bischof von Straßburg

## Das Kaiserhaus: Ab Kaiser Konrad II.
1. Konrad II., * um 990; † 4. Juni 1039 in Utrecht, deutscher König und Römisch-deutscher Kaiser – Vorfahren siehe oben 
⚭ Gisela von Schwaben, *989/990 †1043, Tochter Herzogs Hermann II. von Schwaben (Konradiner)
  1. Heinrich III., * 28. Oktober 1017; † 5. Oktober 1056 in Bodfeld/Harz, deutscher König und Kaiser 
⚭ I Gunhild von Dänemark (Kunigunde),*um 1019 †1038, Tochter des Königs Knut der Große von Dänemark, England und Norwegen und von Emma von der Normandie (Rolloniden); 
⚭ II Agnes von Poitou, * um 1025 †1077, Tochter des Grafen Wilhelm V. Herzog von Aquitanien (Ramnulfiden) und Agnes von Burgund (Haus Burgund-Ivrea),
    1. (I) Beatrix, * 1037 † 13. Juli 1061, Äbtissin von Quedlinburg und Gandersheim
    2. (II) Adelheid, * Herbst 1045 wohl in Goslar † 11. Januar 1096 in Quedlinburg, Äbtissin von Gandersheim, Äbtissin von Quedlinburg
    3. (II) Gisela, *1048 †1053
    4. (II) Mathilde, * Oktober 1048 wohl in Pöhlde; † 12. Mai 1060 wohl in Goslar, ⚭ Rudolf von Rheinfelden *1025 †1080, Herzog von Schwaben, Gegenkönig
    5. (II) Heinrich IV., * 11. November 1050 wohl in Goslar † 7. August 1106 in Lüttich, deutscher König, und Römisch-deutscher Kaiser; 
⚭ I Berta von Turin; † 27. Dezember 1087, Tochter des Odo Markgraf von Turin, Graf von Chablais (Haus Savoyen); 
⚭ II Adelheid von Kiew (Jewspraksija), *1071 †1109 geschieden 1095, Tochter des Großfürsten Wsewolod Jaroslawitsch der Gerechte (Rurikiden)
      1. (I) Adelheid, *1070 † 4. Juni vor 1079
      2. (I) Heinrich, *1071 † 2. August 1071
      3. (I) Agnes von Waiblingen, * Ende 1072 † 24. September 1143 in Klosterneuburg, 
⚭ I Friedrich I.,*1050 †1105 Herzog von Schwaben (Staufer); 
⚭ II Leopold III. der Heilige, *1073 †1136, 1095 Markgraf von Österreich (Babenberger)
      4. (I) Konrad, * 12. Februar 1074 † 27. Juli 1101, Herzog von Niederlothringen, Mitkönig im HRR, König von Italien 
⚭ 1095 Konstanze, Tochter des Grafen Roger I. von Sizilien und Apulien (Hauteville)
      5. (I) Heinrich V., * 1081/86 † 23. Mai 1125 in Utrecht, deutscher König und Römisch-deutscher Kaiser 
⚭ Matilda, *1102 †1167, Tochter des Heinrich I. Beauclerk König von England (Rolloniden / Plantagenet)
        1.  ?(außerehelich) Bertha ⚭ 1117 Ptolemäus II. Graf von Tusculum; † 1153 (Tuskulaner)

    6. (II) Konrad das Kind, * September/Oktober 1052 † 10. April 1055) Herzog von Bayern
    7. (II) Judith von Ungarn, * Sommer 1054 in Goslar † 14. März 1092/1096), 
⚭ I Salomon; † 1087, König von Ungarn (Arpaden), 
⚭ II Władysław I. Herman; † 1102, Fürst von Polen (Piasten)

  2. Beatrix; † 26. September 1036
  3. Mathilde; † 1034, verlobt mit Heinrich I. †1060, König von Frankreich (Kapetinger)